# Rolf Løvland
Rolf Undsæt Løvland (* 19. April 1955 in Kristiansand, Norwegen) ist ein norwegischer Musiker und Komponist. Er komponierte die ersten beiden norwegischen Siegermelodien beim Eurovision Song Contest La det swinge 1985 und Nocturne 1995. Løvland hat mehrere andere bekannte Lieder geschrieben, wobei You Raise Me Up das erfolgreichste ist. Løvland erhielt den Ehrenpreis der Jury beim Spellemannprisen 1985 und den Branchenpreis beim Spellemannprisen 2007. 2006 schrieb er die Musik für den Film The Mermaid Chair (Das Geheimnis der Meerjungfrau), und zusammen mit Fionnuala Sherry bildet er das Duo Secret Garden.

## Geschichte
Rolf Løvland hat seinen musikalischen Hintergrund in der Gospelgemeinde in Südnorwegen. Er fing schon mit neun Jahren an zu komponieren und gründete damals auch seine erste Band. Er hat am Agder Musikkonservatorium in Kristiansand (1975 – 1978) und am Norwegian Institute of Music an der Universität von Oslo (1979 – 1982) studiert, wo er mit einem Master abschloss.
Das erste Album seiner Kompositionen trug den Titel En dag und wurde 1976 veröffentlicht. 1984 produzierte er das Debütalbum von Bobbysocks, nachdem er an Projekten mit Terje Formoe und Trond Granlund gearbeitet hatte. Später arrangierte er u. a. Alben mit Jahn Teigen, Tor Endresen und Kate Gulbrandsen.

### Eurovision Song Contest
Løvland nahm 1982 zum ersten Mal am Eurovision Song Contest teil, als er die Melodie für Kom heim von Bo mit einem Text von Terje Formoe schrieb. Der Beitrag belegte den achten Platz im norwegischen Finale.
Sein erster Erfolg beim Eurovision Song Contest kam drei Jahre später mit Bobbysocks und La det swinge. Das Lied gewann das norwegische Finale und wurde anschließend Sieger beim Eurovision Song Contest 1985. Dies war der erste Sieg Norwegens beim Wettbewerb, und Løvland und Bobbysocks wurden beim Spellemannprisen 1985 mit dem Ehrenpreis der Jury ausgezeichnet.
Bei der nationalen Vorentscheidung zum Eurovision Song Contest 1987 gewann er erneut das norwegische Finale mit dem Lied Mitt liv, gesungen von Kate Gulbrandsen mit einem Text von Hanne Krogh. Das Lied belegte schließlich in der Endrunde des ESC den neunten Platz. Rolf Løvland war auch an den Beiträgen Radio Luxembourg (gesungen von Tor Endresen beim Eurovision Song Contest 1992) und Hva (wieder mit Tor Endresen beim Eurovision Song Contest 1993) beteiligt.
Das Lied Duett mit Elisabeth Andreassen und Jan Werner Danielsen gewann das norwegische Finale bei der Vorentscheidung zum ESC 1994. Der Beitrag erreichte den sechsten Platz beim Finale des Eurovision Song Contest 1994. Im folgenden Jahr konnte Løvland beim Eurovision Song Contest 1995 Norwegens zweiten Sieg mit dem Song Nocturne, gesungen von Secret Garden, einfahren.
2007 erhielt er den begehrten Achievement Award bei den norwegischen Grammies, mit dem seine internationalen Leistungen gewürdigt wurden.
Løvland schrieb auch Text und Melodie für The Touch, das Maria Arredondo im Halbfinale des Eurovision Song Contest 2010 vorstellte.

### Secret Garden
1994 gründeten Rolf Løvland und die Geigerin Fionnuala Sherry die Gruppe Secret Garden. Sie nahmen am Eurovision Song Contest 1995 teil und gewannen diesen mit dem Lied Nocturne, mit einem Text von Petter Skavlan. Es war Norwegens zweiter Sieg in diesem Wettbewerb.
Løvland hat auch den Song You Raise Me Up komponiert, der neben der Originalversion von Secret Garden durch Josh Groban, Paul Potts, Westlife und viele andere Künstlerinnen und Künstler gecovert wurde. Der Song ist wahrscheinlich der größte Erfolg eines norwegischen Songwriters und hat sich seit seiner ersten Veröffentlichung im Jahr 2001 weltweit rund 100 Millionen Mal verkauft. Während eines Interviews 2010 im norwegischen Radio Norge hat Løvland geschätzt, dass dieser Song bis zu diesem Zeitpunkt etwa 500 Mal gecovert wurde. Ursprünglich wurde You Raise Me Up von Johnny Logan eingesungen, dessen Version bei der Plattenfirma keine große Begeisterung auslöste. Letzten Endes wurde das Stück mit Brian Kennedy neu aufgenommen. Die Logan-Version wurde allerdings dann doch noch veröffentlicht, und zwar auf der 2018 erschienenen Secret Garden-Kompilation You Raise Me Up - The Collection.
2010 standen Secret Garden zusammen mit dem Zhejiang Symphony Orchestra während der EXPO in Shanghai auf der Bühne und spielten die extra für diesen Zweck komponierte Suite Norwegian Evening, auch EXPO-Suite genannt, in der Løvland norwegische Melodien mit chinesischer und norwegischer Instrumentierung präsentierte. Zwei Sätze aus dieser Suite, Air und Lament, sind erstmals auf dem Album Nocturne: The 25th Anniversary Collection im Jahr 2020 erschienen.
Secret Garden haben seit ihrer Gründung eine Reihe von Alben veröffentlicht. 2015 feierte das Duo sein 20-jähriges Jubiläum mit einem Konzert im Kilden Performing Arts Centre in Løvlands Heimatstadt Kristiansand. Am 1. Januar 2016 erschien sein Buch „You Raise Me Up: The Story of Secret Garden“, in dem er die komplette Geschichte des Duos erzählt.

## Filmografie
- The Mermaid Chair (Das Geheimnis der Meerjungfrau) (2006)